# ADRIFT (software)
ADRIFT è un ambiente di sviluppo per creare avventure testuali tramite interfaccia grafica. Il nome è un acronimo che sta per "Adventure Development & Runner - Interactive Fiction Toolkit" (ma adrift significa anche "alla deriva" in inglese). Il progetto è sviluppato da Campbell Wild.
Il toolkit consiste in due programmi; ADRIFT Generator (per creare i giochi di avventura) e ADRIFT Runner (per giocarli). I due programmi sono scaricabili separatamente. Entrambi sono stati realizzati in Visual Basic e funzionano solo sui sistemi operativi Microsoft Windows.
Dalla quarta edizione, ADRIFT Generator è shareware e senza l'acquisto della licenza ($18.95) non è possibile salvare avventure che superino una certa grandezza. ADRIFT Runner è invece disponibile gratuitamente.
A differenza di altri sistemi di sviluppo di avventure testuali, la creazione di avventure con ADRIFT non richiede la conoscenza e la stesura di un codice di programmazione a oggetti. La progettazione di un'avventura in ADRIFT è gestita tramite un'interfaccia grafica e menu di scelte. Grazie a questa caratteristica, ADRIFT consente di poter creare facilmente avventure testuali pur non avendo esperienza di linguaggi di programmazione.
ADRIFT è predisposto all'inserimento di immagini e suoni; è possibile associare un'immagine e un suono di accompagnamento a ogni stanza nell'avventura, nonché assegnarle a specifici eventi o azioni.
È possibile implementare giochi in lingua italiana servendosi delle librerie italiane ITDrift create da Roberto Grassi e liberamente scaricabili da IF Italia.
I file delle avventure create con ADRIFT hanno l'estensione ".taf".
Esistono interpreti alternativi ad ADRIFT Runner per poter giocare le avventure create con ADRIFT.
jAsea è un'applicazione open-source in Java che è in grado di eseguire avventure ADRIFT a su qualsiasi browser o sistema operativo che abbia installato Java.
Gli utenti Mac possono utilizzare MacScare come interprete sostitutivo di ADRIFT Runner. MacScare Supporta le avventure create con ADRIFT 3.x e 4.x.